# Friedrich Küchenmeister
Gottlieb Heinrich Friedrich Küchenmeister (22 de enero de 1821, Buchheim (hoy Bad Lausick) – 13 de abril de 1890 Dresde) fue un médico, naturalista, botánico alemán.

## Biografía
Küchenmeister estudió medicina en Leipzig y en Praga; y, en 1846 se convirtió en un médico general en Zittau. En 1847 se casó, y en 1856 se mudó a Dresde. 
Llevó a cabo investigaciones sobre tenias, triquinosis y otros parásitos; y, escribió varios trabajos al respecto. También fue editor de la Allgemeine Zeitschrift für Epidemiologie (Revista General de Epidemiología). 
Entre 1850 a 1860,  demuestra el ciclo evolutivo de los cestodos, llamando la atención de la profesión médica. A finales de la década de 1850, llevó a cabo un experimento que demostró esto al alimentar con carne de cerdo que contenía cisticercos de Taenia solium a los presos en espera de ser ejecutados, y después de haber sido ejecutados, recuperó tenias en desarrollo (o sea cisticercos) y adultos en sus intestinos. A mediados del siglo XIX, se estableció que la cisticercosis era causada por la ingestión de los huevos de T. solium.
Küchenmeister fue un defensor de la cremación, ya que vio el riesgo de contaminación del suelo en los productos de la putrefacción y la descomposición que ocurren después de burial. En Dresde, fundó el grupo Die Urne: Vereinigung für fakultative Feuerbestattung (La Urna: Asociación para la cremación facultativa). En 1876, participó en el primer Congreso Europeo de los Amigos de la Cremación, también en Dresde.

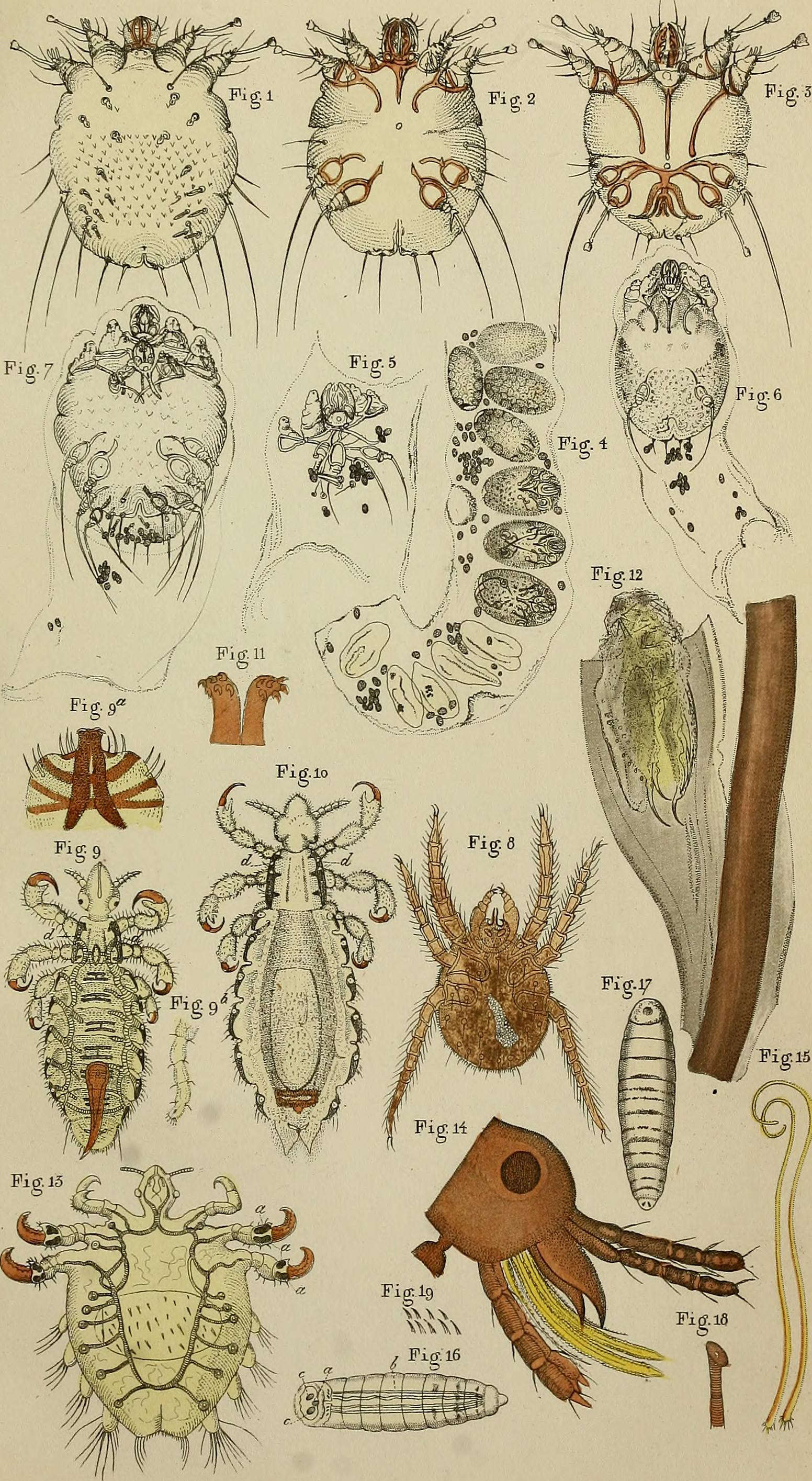
Ilustración en Medizinische Parasitologie de Küchenmeister, F.: Parásitos que ocurren en y sobre el cuerpo del ser humano vivo - una enseñanza y un manual del diagnóstico y tratamiento de los parásitos animales y vegetales del hombre

## Obra

### Algunas publicaciones
- Über das Nonnengeräusch in der Jugularis interna und seinen Werth bei Recrutirungen (Zittau 1850)

- Versuche über die Metamorphose der Finnen in den Bandwürmern, 1852.

- Entdeckung über die Umwandlung der sechshakigen Brut gewisser Bandwürmer in Blasenbandwürmer, 1853.

- Ueber Cestoden im Allgemeinen und die des Menschen insbesondere, 1853.

- F. de Filippi, Friedrich Küchenmeister: Uebersetzung der Arbeit de Filippis: „Sull' origine delle Perle, del dottore F. de Filippi, professore di Zoologia nella Regia Universitá di Torino. – Estratto dal Cimento, Fascicolo IV, Torino 1852“, nebst auf eigene Untersuchungen gegründeten Anmerkungen, Archiv für Anatomie, Physiologie und wissenschaftliche Medicin 1856, p. 251–268.

- Die in und an dem Körper des lebenden Menschen vorkommenden Parasiten. Lehr- und Handbuch, v. 1, Leipzig, B.G. Teubner 1855.

- Zur Frage über die Zweckmäßigkeit des Fortbestehens der chirurgisch-medizinischen Academie zu Dresden (1858)

- Über die Blume „Schuschan“ an den Säulen des Salomonischen Tempels, 1860

- Die mikroskopische Fleischschau (= Jahresberichte der Gesellschaft für Natur- und Heilkunde zu Dresden 1861–1862, 23 de enero de 1863)

- Über die Notwendigkeit und allgemeine Durchführung einer mikroskopischen Fleischschau. Allen Medicinalbehörden des In- und Auslandes, sowie speziell den Stadträten und Stadtverordneten zu Dresden vorgelegt, en C. Heinrich 1864.

- Die wandernde Milz: ihre Diagnose und Behandlung durch Torsion und Exstirpation (1865)

- Die Krankheiten der Ovarien, ihre Diagnose und Behandlung von Thomas Spencer Wells und Friedrich Küchenmeister (Leipzig 1866)

- Ueber Heilige und Päpste aus dem ärztlichen Stande (1868)

- Die hochgelegenen Plateaus als Sanatorium für Schwindsüchtige (1868)

- Die therapeutische Anwendung des kalten Wassers bei fieberhaften Krankheiten (Berlín 1869)

- Ueber das Vorkommen der Lungenschwindsucht (Phthisis pulmonum) (1869)

- Die verschiedenen Bestattungsarten menschlischer Leichnamen (1870)

- Handbuch der Lehre von der Verbreitung der Cholera (Stuttg. 1872)

- Die erste Leichenverbrennung (die der Leiche von Lady D.) im Siemens’schen Regenerativ-Ofen (1874)

- Die Feuerbestattung; unter allen zur Zeit ausführbaren Bestattungsarten die beste Sanitätspolizei des Bodens und der sicherste Cordon gegen Epidemien (1875)

- Dr. Martin Luther’s Krankengeschichte, O. Wigand 1881.

- Die angeborne, vollständige seitliche Verlagerung der Eingeweide des Menschen (das. 1883)

- Das evangelische Glaubenslied: Ein feste Burg ist unser Gott (La Canción de Fe Protestante: La fortaleza es nuestro Dios) (1884)

- Ueber die Verhütung und erste Behandlung bei der ansteckenden Cholera: Rathgeber für Jedermann (Acerca de la anticoncepción y el primer tratamiento contra el cólera contagioso: consejero para todos) (1884)

- Die Totenbestattungen der Bibel und die Feuerbestattung (Los funerales de la Biblia y la cremación) (Stuttg. 1893)

- La abreviatura «Küchenm.» se emplea para indicar a Friedrich Küchenmeister como autoridad en la descripción y clasificación científica de los vegetales.[11]